# シュトヘル
『シュトヘル』は、伊藤悠による日本の漫画。小学館の『ビッグコミックスピリッツ』にて、2009年4・5合併号から2010年26号まで不定期に連載された後、同社の『月刊!スピリッツ』へ移籍し、2010年9月号（同年7月27日発売）から2017年5月号（同年3月27日発売）まで連載された。西夏文字を題材にしている。第16回手塚治虫文化賞新生賞受賞。

## あらすじ
13世紀初頭、蒙古（モンゴル）軍による西夏国（タングート）侵攻が続く時代に、「悪霊（シュトヘル чөтгөр）」と恐れられた女戦士がいた。
時代は変わって現代。高校生・須藤は、燃えさかる建物と死が満ちる戦場を夢に見続けていた。ある日、顔を出したカラオケで出会った転校生・スズキとの邂逅によって、須藤は800年近く前に処刑されたシュトヘルとして蘇生する。

### 物語全体の流れ
西夏の学者らは、ツォグ族に西夏の娘を嫁がせる際に玉音同（玉でできた文字板）を隠し持たせ、西夏文字を後世に残そうと考えた。しかしツォグ族は突如として興ったモンゴル軍に敗北し、服従を余儀なくされる。モンゴルは、何故か徹底して西夏（特に西夏文字）の殲滅を行うのであった。
西夏人女性のシュトヘルは、殺された仲間の仇を取るため、モンゴル軍とツォグ族のハラバルを執拗に狙う。ハラバルの弟ユルールは、老従者のボルドゥから西夏文字を後世に伝える担い手となるよう頼まれ、玉音同を携え南宋を目指すことになる。旅の途中で用心棒として彼らに雇われたシュトヘルは、当初ユルールをハラバルを誘き寄せる餌としか思っていなかったが、ユルールから文字を教わったことをきっかけに打ち解ける。シュトヘルはハラバルとの戦いに負けて絞首刑にされたが、彼女の肉体に、21世紀の日本に生きる高校生の少年・須藤の魂が宿り復活を遂げる。ユルールとボルドゥはシュトヘルの変貌に戸惑いながらも、玉音同運びを再開する。
西夏の首都・興慶の攻略に来ていたハラバルは、大ハンの使いと名乗る西洋人女性ヴェロニカから、国立図書館である「番大学院」を落とし、玉音同を入手するよう指示される。ハラバルは番大学院の長であるグルシャンと戦い勝利したが、玉音同は見つからない。ハラバルがツォグ族陣営に戻ると、ツォグ族はヴェロニカ率いる軍隊に襲われ全滅しており、ヴェロニカはこの所業を「偽皇子ユルールが玉音同を持って逃げた罪によるもの」と告げる。ハラバルはユルールの首級と玉音同を求めて蘭州に進撃する。同じころ蘭州にいたユルールらは、金国の将軍ジルグスの兵に囲まれ囚われの身となる。それを追ってきたハラバルの猛攻の前に、ジルグスは手も足も出ず斃れてしまう。そして本来の人格に戻ったシュトヘルとハラバルは、ユルールの前で壮絶な死闘を繰り広げるが、両者引き分けとなってハラバルは一旦去り、ユルールは自分のことを思い出してくれたシュトヘルとの再会に涙する。
そのころ、大ハンの息子の一人であるナランは、父の後継者と定められた双子の兄弟・トルイの味方を増やすため、弟にあたるユルールと玉音同を手に入れようと考え、ユルールやシュトヘルの顔を知るヴェロニカを父から借り受けて出発する。ヴェロニカは、自分の望みをかなえるための後継者であるトルイには従うつもりだが、ユルールや玉音同に関して、大ハンや彼女の思惑と逆の行動を取ろうとするナランには反感を持っていた。またナランも、「モンゴルの歴史に得体の知れない女を記す訳にはいかない」とヴェロニカの排除をもくろんでいた。
ユルールら一行は金国領の天水を経て京兆府（長安）に入る。そこにはナランらも宿泊していた。京兆の副知事である楊はモンゴルに降る肚を決めており、ナランの意向に従ってユルールの身柄確保やヴェロニカの殺害も計画していた。ハラバルとの戦いの際に負った怪我が一向に癒えないシュトヘルは、自分の身体が死んでいることに気づき苦悩する。長安から出立しようとしたユルール達にナランが追いつき、玉音同の半分を持ったユルールはナランに捕らえられ、残り半分を持ったボルドゥ、須藤に助けを求めるシュトヘルは散り散りになってしまった。また、楊の軍勢から逃げ延び楊を殺したヴェロニカは、ナランの自分に対する敵意を明確に認識する。
シュトヘルとの死闘の後、モンゴルへ戻らなかったハラバルは、翻意ありとして追われる身となる。モンゴル兵を狩り、また金国兵も構わず殺すハラバルは、いつしか「シュトヘル」と呼ばれるようになり、追われる身でありながら逆にモンゴル軍を追いかけ居庸関へと向かう。奇しくもユルールを連れたナランも、彼をトルイに引き会わせるべく居庸関に到着した。ボルドゥと合流したシュトヘルもユルールを追って居庸関へ向かったが、道中モンゴルの脱走兵に襲われる。彼らはシュトヘルに家族や仲間を殺され、復讐のために脱走した者達だった。苦もなく退けるシュトヘルだが、最後に残った一人の若者ゼスが執拗に自分を殺そうと居庸関にまで追ってきた様子に過去の自分を重ね、「誰かに出会え」と忠告する。しかしそこにナランが現われてゼスを殺し、シュトヘルに「3日以内に玉音同の残り半分を渡せば弟（ユルール）はあげる。渡さなければ弟は元気でいられなくなる」と言い放つ。ボルドゥはユルールの命には代えられないと玉音同の残り半分を差し出す考えを示したが、シュトヘルは玉音同もユルールも取り返すことを決意する。
ナランは、トルイとユルールそれぞれに大ハンの背中の瑕のことを打ち明ける。それを聞いたユルールは「逃げるのでもなく脅すのでもなく、大ハンと話がしたい」と宣言する。一方のトルイは、直後に岩牢に入れられているユルールを見つけ、大ハンや自分と同じ「目」の存在がもう一人いることと、それを自分に語らないナランに困惑する。シュトヘルはメルミの「歌」に導かれ、岩牢越しにユルールと再会するが、ユルールは「大ハンと話す」と告げる。会うだけでもただでは済まないと考え、大ハンの殺害を決めたシュトヘルは、火の手が上がったモンゴル陣営でハラバルと遭遇する。ツォグ族の汚名はモンゴルがある限り後代に伝えられてしまうと知って以来、ハラバルはユルールの首でもシュトヘルの首でもなく、大ハンの首を狙う者となっていた。ナランは大ハンに密かに手紙を送り、警備の兵がいない場所に大ハンを呼び出した。ユルールは大ハンの鬼気迫る気配に圧倒されつつ、ジルグスからかけられた言葉を胸に、大ハンと向かい合う。そのころ、再びメルミの「歌」でその場所を知ったシュトヘルはサルヒを破って駆けつけ、大ハンとユルール、シュトヘルの末路を見届けようとするナランの他、大ハンの姿がないことに気づいたトルイと護衛のショールガも現われる。
シュトヘルとショールガが戦う一方、ユルールは言葉を継ぐが大ハンを動かすには至らない。さらにハラバルが乱入すると、ナランは大ハンの死とトルイの時代の始まりを確信してトルイに歩み寄るが、トルイは突如としてナランに石礫を投げつけて重傷を負わせると、ナランの謀略を拒否して大ハンを優先することを告げ、「最初からきみはいなかった」と言い残して去って行った。
ユルールが大ハンの刃を背に受けて倒れるのを見たシュトヘルは、絶望しながらも大ハンに打ちかかる。ハラバルはその隙をついて大ハンを射抜こうとするが、自身を盾にするショールガのせいで叶わず矢を消耗する。大ハンの片腕をもぎ取るも、トルイの石礫を避けずに死を受け入れようとしたシュトヘルを、ハラバルの最後の矢が救った。トルイが大ハンを本陣へ運び去るころ、まだ息のあるナランを発見したヴェロニカは彼に止めを刺し、玉音同の半分を手に入れると同時に、放置されていたシュトヘルをなぜか匿う。ヴェロニカの手当ての後に目を覚ましたシュトヘルには、再び須藤が宿っていた。

## 登場人物

### メインキャラクター
シュトヘル
燃え上がるような赤髪を持つ西夏人の女戦士。仲間の屈漢に「ウィソ（すずめ）」と呼ばれる。西夏国の霊州守備隊に所属する一兵士だったが、モンゴル旗下のツォグ族に攻められて霊州は壊滅し、彼女が只一人生き残る。
元々は守備隊の中でも劣等生だったが、見せしめとして城壁に磔にされた仲間達の亡骸を狼の群れから守って戦う内に超人的な技量を手に入れ、不思議な言葉を操る狼との死闘を経てモンゴル兵のみを狙う「シュトヘル（悪霊）」の名を持つ凶賊となる。
仲間の仇である「虎の男」（=ハラバル）を見つけ出すことのみに執着し、ユルールのことも当初はハラバルを呼び寄せる餌としか見ていなかったが、ユルールに西夏の文字を習ったことで別の意識に目覚める。それを不服としたアルファルドに毒を盛られたユルールを救うため、逃げたアルファルドを追って敵地へ潜入、解毒薬を手に入れたが、直後にユルールを追っていたハラバルと戦い敗北。解毒剤はハラバルによってユルールに届けられたが、彼女自身は囚われた後、処刑された。
絞首刑にされる際にユルールの射た矢によって縄に切れ目が入り、仮死状態だったその身に須藤の意識が宿った。普段は「須藤」（ユルールらからはスドーと呼ばれる）で、モンゴル人を見かけると「シュトヘル」に戻ってしまうという二重人格のような状況におかれていたが、次第にシュトヘルの影響力が強まり、ハラバルとの直接対決に際して遂にシュトヘルが完全覚醒。引き分けた直後にユルールのことも思い出す。
覚醒後は、自分の身体が「死んでいる」ことを隠してユルール達と行動する。ユルールの命を守ることを最優先とするが、そのために玉音同をナランに渡すのは「ユルールを裏切ることになる」と言い、ユルールの意志も尊重する様子を見せる。
戦いにおいては鉤をよく使うが基本的には武器を選ばず、その場にあるものは何でも利用する。
須藤（スドー）
現代日本に生きる男子高校生。楽器職人の両親は蒸発し、学校も休みがちだが、その理由は「自分が知らない戦場にいる夢をみる」ため。気晴らしに出た学友とのカラオケに出席していた転校生・スズキに出会い、彼女の導きで意識が過去に存在したシュトヘルの肉体に跳び、「シュトヘルの記憶」を得る。
しかし、彼の意識が一旦現代に戻って来た際には歴史が変わっており、スズキの存在がなかったことになってしまったことから、次は自ら過去に跳び、シュトヘルとしてユルールを守ることを決意する。
人を殺すことにためらいがあるが、戦闘状態に入ると身の内に宿る「シュトヘルの経験」と同時に「モンゴルへの憎しみ」を感じ取り困惑していた。ユルールからは「シュトヘルとは別人」と判断されてしまうが、彼を守るためにハッタリも交えて力を尽くす。当初は人を刺すことをためらうなど戦闘慣れしていなかったが、旅を続ける内に慣れたようで、ユルールとはぐれた際に狼の群れと暮らしながら訓練を重ね、須藤のままでもかなり戦えるようになった。シュトヘルの完全覚醒と共に一旦姿を消すが、彼のいなくなったシュトヘルの身体は傷が全く癒えず、シュトヘルは彼に助けを求める。やがて血は止まり、シュトヘルはまだスドーが身体に残っているのを感じるのだった。
シュトヘルは元々美人だったが、須藤が宿ったことでその器量の良さが表に出始めている。金国に入ってアルンゲたちに襲われた際に自由になろうと掴まれた髪を切って以来、スドーの時にはショートからセミロングだが、シュトヘルが表に出てくると髪が伸びてロングヘアになる。
ユルール
ツォグ族の少年。表向きは族長の次男とされているが、かつてツォグがモンゴルに敗れた時に大ハンに奪われた族長の妻が、一年後に戻ってから産んだ子である（実母は出産の後に自殺）。テムジンと同じ大渦の目を持ち、兄弟の中では最もテムジンに似ているが、テムジンより優しげで可愛らしい容姿。
そのため西夏国から輿入れしたハラバルの母・玉花（イファ）に育てられ、西夏文字を学ぶ。一族が重視する武芸や馬術に興味が持てず（それでも並以上の才はある）、音楽や読書といったものに惹かれる気質のため、一族内の者には失望され続けたが、族長は大ハンの息子である彼を「ツォグ復権の切り札」と見ており、黙認している。ユルールという名前も「（一族に与えられた）祝福」という意味である。
西夏という国の文化全てを消し去らんとするかのような大ハンの行いに危機感を抱き、せめて文字だけでも後世に遺そうと一族を裏切る覚悟を決めるが、その決意をボルドゥに見込まれたことで、西夏国の秘宝「玉音同」（玉を彫って作った西夏の文字盤）の担い手として選ばれることになる。
護衛役として雇ったシュトヘルとは当初打ち解けなかったが、彼女の死んだ仲間の名前を紙に書いたのをきっかけに、互いを大切に思うようになる。
当初は弓もあまりうまく扱えず血を嫌っていたが、その弱さがシュトヘルを殺したと思い知ってから考えを新たにし、スドーを守るため顔に向こう傷を負いながら偽シュトヘルを殺した。ジルグスの死後、彼の持っていた西夏の剣を受け継いだ。
初めはただ西夏文字を残すだけの旅だったが、その旅での経験を経て文字が人々の想いを伝え残すことの大切さを学び、文字が時を越え人と人とつながり、助け合い、世界を変えていく術であると考えるようになっていく。
スズキ
須藤が休んでいる間に編入してきた転校生の少女。ユルールによく似た面立ちを持つ。帰国子女で、日本に帰ってから須藤と同様に「過去の夢」を見るようになり、シュトヘルの面影のある須藤に近づいてきた。彼女の導きで須藤はシュトヘルの記憶を得るが、彼が一旦現代に戻ったことで歴史が変わり、西夏の記録と共に消えてしまう。
男女の機微に関しては堂々とするタイプで、手を出そうとした須藤の方がうろたえていた。
ボルドゥ
ツォグ族に仕える下男。ハラバルの母・玉花の従者として付いてきた西夏人。一見好々爺だが、実は西夏の番大学院の高官で、秘宝「玉音同」を、かつて敵であったツォグ族の内部で秘匿するという任務を帯びていた。「ボルドゥ」の名はグルシャンから与えられた偽名であり、西夏にいたころ使っていた本名はもう忘れた、と発言している。文字を守るために一族を捨てる決意をしたユルールを見込み、「玉音同」を彼に託して成都への旅に同行する。針麻酔の達人。
最初はユルールを「玉音同を長く遠く運べる若い舟」としか見ていなかったが、やがては「この目に見える生きた未来」と考え、自分の命を引き換えにしてでも守ろうとする。

### モンゴル軍
ハラバル
ツォグ族の族長の息子で、表向きはユルールの異母兄。「神箭手（メルゲン）」と呼ばれ、複数の矢を一度に射て城壁上にいる相手に百発百中させるほどの弓の名手。
かつて大ハンに逆らって没落の憂き目を見た一族を再び盛り立てるめに、母の生国である西夏を滅ぼす先遣隊としての任を負い、その過程で、一兵士だったころのシュトヘルが守っていた城を攻め落とし、彼女の仲間達を惨殺した上、城外に晒した。ツォグ族をその武勇によって立て直した功労者だが、それゆえに「大義と言う病に酔い、目の前の命を顧みない指導者」というものを嫌悪している。
ユルールと血が繋がっていないものの、兄として深い愛情を注いでいたが、弟の文字への傾倒には、その過酷な生い立ち故か全く共感を示さなかった。ただ、母・玉花が教えたと思しき「ユルール」の文字は、今でも書くことができる。
その武功でツォグ族の地位を飛躍的に向上させたが、皮肉にもその目立った活躍により、ヴェロニカに大ハンへの脅威と判断されてしまい、玉音同を持って出奔したユルールの行動やその出自をモンゴルへの裏切り行為とされて、ハラバル以外の一族全てを殲滅されてしまう。
一族の汚名を雪ぐため、逃亡しているユルールから玉音同を取り戻し、弟の処刑も行なうよう、ヴェロニカを通じて大ハンより命じられた。当初は従っているようにも見えたが、実際はユルールの首と玉音同を持ち帰り大ハンへ謁見する機会を作ることで一族を滅ぼした大ハンへ復讐しようとしていた。後にモンゴルの新しい文字によってツォグ族が叛逆者として記されると知ってからは、ユルールや玉音同に頼らずに一族の復讐を遂げようとしている。
刃の付いた弓を使う。また、番大学院を攻め落とした後はグルシャンの分銅も得物とする。愛馬は「三ツ眼」という大きく黒い馬で、戦いにおいて敵兵を噛み殺すほど。
なお、「ハラバル」とはモンゴル語で「黒虎」の意。
テムジン
普段「大ハン」と呼ばれているモンゴルの指導者で、チンギス・ハン本人。史実では、13世紀初頭、モンゴル高原に割拠する部族をまとめ上げて一つの勢力に統一した人物。物語上では、その過程でツォグ族も支配下に組み入れられたものと思われる。
ユルールと同じ「目」の持ち主で、ツォグの族長は、それ故にユルールの真の父親は大ハンであると確信していた。
少年だったころ、西夏で盗みを働いて捕まった時に、仲間達の命を助けるために背中に焼印を受けたが、そんな彼を見限る旨の言動を取った仲間達を己の手で殺害した過去を持つ。そのため西夏の文字を憎み、この世から消し去ろうとしている。これまで背中を見た者を全員殺してきているが、西夏文字がこの世から無くなり意味を知る者がいなくなれば殺さずに済む、と発言している。焼印から出血することがあり、その手当て役であるヴェロニカは（自分と同じく背に焼印を負っているということもあって）生かしている。ヴェロニカがハラバルに警戒心を持っているのに対し、大ハンは「快い武を持つ」と評した。
ユルールらが金国に逃げ込んだことを知った後は、玉音同（西夏文字）を消し去るために金国を飲み込むことも辞さない姿勢を見せた。ナランの仕掛けた策によりユルールと話をするが、その意思は全く変わらず、ユルールに自分と同じ「西夏の奴隷」という文字を刻んだ。直後、ユルールが死んだと思ったシュトヘルと戦い、片腕を失った。
ヴェロニカ
大ハンに仕える金髪碧眼の美女。興慶を攻略したハラバルに大ハンの命を伝える。
大ハンの夜伽の相手であり、大ハンの密命により軍勢を伴って行動する。大ハンの脅威となるものの徹底排除を目論み、ハラバルやユルールの殺害も企てる。また大ハンの後継者であるトルイには従う姿勢を示しているが、ナランのことは警戒し、敵愾心を抱いている模様。
元々は敬虔な修道女だったが、先入観を持たない無垢さゆえに異教徒（ジプシー）とも分け隔てなく付き合い、特に異教徒の少女シャキラとは友情とも恋仲とも取れる関係を築いていたため、人々に「魔女」の疑いを掛けられ監禁される。村人達が異教徒を殺そうとしていることを知ると、防寒着も身に着けず雪の中を異教徒のもとに走ったが、結局異教徒達は村人に虐殺される。自身も誤解による嫉妬に狂った司教により「悪魔祓い」と称して強姦され背中に背教者の焼印を押された。シャキラから特殊な麻酔を施されていたため、司教による暴行にも苦痛を感じなかったヴェロニカだったが、司教の顔に焼印を押し付けて殺害。果てしない復讐心を胸中に秘し、村からも故国からも脱走。
大ハンに仕えるようになってから、彼を「プレスビュテル・ヨハネス」と呼び、何の罪もない異教徒の少女を魔女として焼き殺した故国を、その強大な力で滅ぼし、焼き尽くしてもらうことを望んでいる。
異教徒達から得た医療の知識や技術を、修道女だったころは村人達やその家畜のために使っていたが、大ハンに仕えるようになってからは、大ハンの背の治療や、両腕両足を切り落としたツォグの族長の延命処置などに利用した。
“悪霊”復活の噂を聞きつけやって来た村で、そうとは知らずにシュトヘル（スドー）と出会い、「不思議な人」と評する。数日後に同じ村でシュトヘルに遭遇したが、すんでのところでスドーが表に出たためことなきを得る。その後、京兆府にてスドーのいなくなったシュトヘルと偶然再会し、ユルールの居場所を聞き出すため彼女の傷の治療をする。ユルールと生きることを望むシュトヘルに、自分達のような者にはかなわぬ望みだと語る。シュトヘルと共闘して楊の軍勢から逃れた後、居庸関に到着する。居庸関が崩れたころ、モンゴル軍の陣内で火の手が上がっているのを見てその場に駆けつけ、虫の息のナランを発見、部下が「トルイ殿下では」と言うのを「ただの賊」と押し切って殺害、玉音同の半分を手に入れる。また、倒れていたシュトヘルを密かに収容し、再びシュトヘルの体に入った須藤と再会する。
ベクテル
西夏・塩州を支配するモンゴルの将軍。ツォグ族をその配下に置き、戦では恐ろしいほどの戦果を挙げた。
普段は物静かだが、飼っている鯰を人肉で養ったり、「目と耳の常を越えて聡くある」ために自らの鼻をそぎ落とし（五感の一つを失うと他の感覚が鋭くなる）たが、痛がることもなく平然としているなど、異常さが垣間見える人物。ユルール達が塩州を越えようとした際、夜中に屋敷へ侵入してきたシュトヘルと戦い敗北、人食い鯰の池に落とされ絶命する。
ベクテルの兵は後にハラバルに与えられ、番大学院攻略やユルールと玉音同の追跡など、ハラバルがモンゴルの裏切り者とされるまで彼に付き従っていた。中にはハラバルに心酔する者もいて、ヴェロニカのハラバル排除の意向をより強める一因となった。
トルイ
大ハンの末息子にあたる一卵性双生児の兄弟。年齢は登場時で18歳。大ハンやユルールと同じ「目」を持つ。
末子相続の慣例に倣ってナラン共々後継者候補となり、大ハンの命令によりとある部族を殲滅させる競争を行なった結果、僅差でトルイが後継者に決まる。以後、自身の「影」に徹しようとするナランに対し、対等な関係であることを望んでおり、特別な存在として思っている。しかし、以前から謀によって物事を意のままに進めるナランのやり方を快く思っておらず、また父である大ハンへの尊崇の念が強かったため、居庸関で大ハンの背中の文字（西夏の奴隷）ともう一人の弟（ユルール）についてナランから聞かされた後、彼が大ハンをシュトヘルまたはハラバルに殺させるつもりであると気づくと、涙ながらにナランを半死半生の目に遭わせ、後から駆けつけるであろうモンゴル兵に賊として処刑させるため放置した。その後シュトヘルとの戦いで片腕を切断され倒れていた大ハンを助け、本陣へ収容した。
すでに数人の妃がいるが、ヴェロニカに想いを寄せているようで、彼女に関して「美しい人」「守って差し上げてくれ」とナランに話したり、父と彼女の関係に嫉妬したり、彼女が自分を異性として意識していないことにがっかりしたりしている。
ナラン
大ハンの末息子にあたる一卵性双生児の兄弟。年齢は登場時で18歳。トルイと同じく、大ハンやユルールと同じ「目」を持つ。
末子相続の慣例に倣ってトルイ共々後継者候補となり、大ハンの命令によりとある部族を殲滅させる競争を行なった結果、僅差でトルイが後継者に決まる。以後、ナランは表向きはその存在を消され、トルイのために各地を見聞して回ったり、トルイを守るための「影」となった。
トルイが正攻法を好むのとは対照的に、謀略を駆使することが多い。また大ハンの近くにいたトルイが大ハンを崇拝していたのに対し、ナランはトルイのみを心の拠り所にしていたふしがある。
自分と共にトルイを守る者を増やすため、ユルールを拉致して少しずつマインドコントロールし、自分の味方にしようと画策する。大ハンが異常にこだわりを見せる玉音同（西夏文字）や、大ハンの背にある文字とその意味も認識しており、屈辱的な文字を背負っていることが知られる前に大ハンを亡き者にし、トルイを新しいハンに就ける計画を企て、トルイの理解も得られると考えて実行に移したが、トルイ本人にはそれを否定（並びに誤解も）された上にトルイから攻撃されて重傷を負い、大ハンの鷹（家来）としての身分証明の札も取り上げられて「君は最初から存在しなかった」と置き去りにされた末、駆けつけたヴェロニカに止めを刺された。そんな扱いを受けてもなお、トルイに玉音同の半分を手に入れていたと伝え損ねたことを後悔するほど、トルイを大切に思っていた。
ヴェロニカを「汚れた女」「胸糞悪い」と評し、父やトルイの近辺にいることも快く思っておらず、モンゴルには不要として殺害を試みている。
父に似て好色で、ユルールがシュトヘルと性的な関係ではないと聞いて「自分の弟なのに」と驚いていた。
メルミ
10歳前後のおとなしい少女。常にナランに付き従う。動物を瞬時に眠らせる歌（ホーミー）や動物にだけ語りかける歌を、生まれながらにして操る一族の出身。
トルイとナランのどちらが後継者となるかを決める競争のために、一族を皆殺しにされた。生まれて間もない赤子ながら、トルイとナランの前でその歌の威力を披露し、ナランにその才能を認められて密かに生き永らえた。広い範囲に向かって歌を行使した後は咳き込むことが多い。
表情は乏しく、「人間のことはよく分からない」と言うが、ナランについて「（平和な時代になればナランは）こっちを見て下さる」と慕う様子を見せている。しかしユルールは、ナランの彼女に対する扱いが雑だと感じている。
シュトヘルは彼女の「犬にだけ語りかける歌」が聞こえるため、ナランは大ハンとユルールの会談場所にシュトヘルを誘き寄せるために利用した。トルイがナランを攻撃しようとしていることに真っ先に気がつき、歌でトルイの馬を眠らせたり、トルイが去った後にやって来たモンゴル兵達の馬を眠らせて時間稼ぎを試みる。逃げるよう言うナランに「（ナランの）お傍でなければ幸せになれない」と拒み、血を吐くほど歌った末、倒れ伏す。
ゼス
モンゴル軍の兵士の青年。シュトヘルによって自分の所属していた部隊を父親共々惨殺されたことからシュトヘルを激しく憎んでいる。父親の形見として、シュトヘルに襲撃された際に父親の血の手形が付いた兜を肌身離さず着用している。
境遇を同じくするモンゴル兵らとともにシュトヘル討伐を画策するも失敗、仲間を失って瀕死であったところをシュトヘルらを送る途上の烏木に助けられる。烏木の隊に加わった後、隙を見て致死性の毒の鏃でシュトヘルを殺害しようと目論むが、再び失敗する。
居庸関にて三度目の襲撃を試みるが、シュトヘルによって制圧された上で「復讐以外の生きる道を教えてくれる誰かと出会え」と説かれる。シュトヘルの言動が理解できず「（自分に殺されるつもりがないなら自分を）殺せ」と叫んだ直後に、ナランの放った飛礫で死亡した。
シュトヘルは当初自分を狙ってきた彼を殺そうとしたが、彼の執拗な言動にかつての自分を見出だし、それ故に彼を上記のように諭した。
ショールガ
モンゴル軍の将軍。ショールガとはモンゴル語で「嵐」を意味する。大ハンの金国親征に同行するなどモンゴル軍の中でも古参である。常に息子であるサルヒと行動を共にしている。
炸薬を装填した新型の弩を愛用し、これを「時代を刷新するもの」としている。
トルイにつき従って大ハンとユルールの会談場所に行くが、サルヒを殺害した直後のシュトヘルと対決する。その後現われたハラバルが大ハンへ矢を射掛けるのを防ぐため、ハラバルの矢が尽きるまでその身を盾にし、モンゴル軍が居庸関を崩すのを見届け、倒れた。
サルヒ
モンゴル軍の将官であり、ショールガの息子。サルヒはモンゴル語で「風」の意。西夏攻略や金侵攻など数々の戦場で父親と共闘している。
メルミの歌に誘き寄せられたシュトヘルと対峙したが、父ショールガの言いつけを守らなかったためにできた隙を突かれ、敗れた。

### その他の人物
アルファルド
ユルールとボルドゥが成都への案内として雇った、色黒のアラブ系商人。単独で行動し危険な仕事にばかり手を出す「ひとり星」の異名を持つ。慇懃な物腰とは裏腹に、厭世的かつ虚無的な性格の持ち主。かつて故郷を十字軍の侵攻によって失った過去があり、信仰や正義と言った「物差し」に囚われて生き死にを決めることは馬鹿馬鹿しい、という信条を持っている。
憎しみだけを糧に戦い続けるシュトヘルに魅了され、シュトヘルが捜している「虎の男」をユルールが知っていることに気づくと、「『虎の男』を呼び寄せるための餌」として2人を引き合わせるが、シュトヘルがユルールに感化されて人間の心を取り戻し始めたことが許せず、自決用に携えていた毒刀でユルールを傷付けて逃走。解毒薬を求めて追って来たシュトヘルに矢の盾にされた上、ハラバルの放った矢に首を貫かれて死亡した。
グルシャン（吉祥山）
興慶にある西夏の大図書館「番大学院」の院長。学院が焼け落ちる日まで職務を滞らせること無く終わらせ、最後にハラバルと対決して死亡。ハラバルをして「貴様は殺したくない西夏人だった」と言わしめるほどの気骨と武力を持つ人物で、ハラバルは彼の使っていた分銅を自分の武器として持ち歩くようになる。
ハラバルの母・玉花の父、つまりハラバルの祖父であった。ハラバルに彼とその母親の名前を尋ねたことで発覚したが、ハラバルはそのことに気づいていない模様。
イバハ（亦巴哈）
金国軍人。「悪霊」を騙る隊長の元で上手く立ち回って出世のおこぼれにあずかり生きのびようとしていたが、ユルール達と出会い、シュトヘル（スドー）を本物の「悪霊」とは知らずに惹かれる。
最終的に隊長を裏切ってシュトヘル（スドー）側につき、逃亡の手助けをした後行動を共にするが、その時ユルールを逃がすために残ったシュトヘルを半年以上見つけられず、一旦別れることとなった。
その後は蘭州駐屯の金軍部隊に入隊していたが、近くの安宿に滞在していたユルール達を捜し当てた。かつて盗賊仲間だったアルンゲに訓練中に殺されそうになったことをきっかけに、ジルグスと話す機会を持ち、その際の会話から、ユルール達が持っている玉の板が「玉音同」であると察知、ジルグスもその存在を知っているという情報をユルール達にもたらしたが、その直後ユルール達は急に宿を移し、彼は置いていかれた形となった。
後にジルグスの部隊がユルール達の捕獲作戦に動いた際にシュトヘル（スドー）だけを逃がしたが、そのことがばれてリンチを受ける。ユルール達を助けるためにジルグスと戦い倒されそうになったシュトヘル（スドー）を庇い、瀕死の重傷を負うが生き延びる。その後は後遺症で軍人は続けられなくなり内職で喰うようになるが、家族を得て平穏に暮らす。
アルンゲ（阿隴哥）
イバハと同じく「悪霊」を騙る隊長の元にいた、出っ歯が特徴的な兵士。ユルール達がこの隊に捕らえられた際、シュトヘルが襲撃してきたモンゴル兵の喉を食い破るところを目の当たりにし、以後彼女を「狼女」呼ばわりする。
隊長の死後は方々を流れ歩くが、偶然とは言えユルール一行またはイバハの近くにいることが多い。その度にその地の権力者などにユルールと玉音同のことを話し、その権力者の手先としてイバハや一行を害し甘い汁をすすろうとするが、シュトヘルに殴られたり楊に用済みとして処刑されそうになるなど、いい目を見ることができた例は1つもない。自身の私欲のためにしか手や言葉をふるわないため、ユルールから「お前が心底わからない」と言われた。モンゴルに潜り込んだユルールに集ろうと近づくが、泥に塗れても生きることを決意したユルールに斬殺される。
シャキラ
ヴェロニカの住んでいた村の近くにキャンプを張っていたジプシーの女性で同性愛者。ヴェロニカを気に入り、自分達の薬草術や医術を教えた。教会と村人の鬱憤が溜まっているのを知って次の土地へ発とうとしていた仲間達を尻目に、ヴェロニカのために残ろうとしていた。そのためなら洗礼を受けるつもりだったが、それが司教の誤解と嫉妬を招く結果となる。
村人達の襲撃を知らせるために監禁場所から抜け出し凍死しかけていたヴェロニカを救うが、村人に捕らえられて火あぶりとなる。彼女自身死ぬのは覚悟の上だったようだが、その死がヴェロニカの現在を決定付けた。
ジルグス（只魯古素）
金国の将軍。家柄が良く、幾多の功績もあるが、政治闘争に負けて辺境の蘭州方面軍の長を務めていた。幼いころ、金の五国城に幽閉されていた北宋第九代皇帝欽宗との交流の中で玉音同の話を聞いたことがあり、玉音同をモンゴルに対する政治的な取引材料にしようとする。
老齢ながら筋骨隆々な体格で、その腕力を畑仕事に用いるという意外な一面がある。普段は器の大きさも垣間見せる豪放磊落な武人だが、軍事鍛錬中にアルンゲがイバハを殺そうとしたことに気づいていたり、そのアルンゲから聞いた話によりイバハを見張らせて玉音同のありかを探る手立てにするなど、観察力の鋭さや政治の中枢にいたころの手腕も健在のようである。
ユルール達を捕らえて玉音同共々首府へ運ぼうとするが、追ってきたハラバルとの戦いで致命傷を負う。今わの際でユルールの語る未来に夢を見出し、ユルールの手で欽宗帝の愛した西夏の剣によって葬られた。
楊 伯元（よう はくげん）
金国京兆府の同知（副知事）。金国の滅亡を予見し、自らの保身のためモンゴルへと接近している。出世欲からナランらと共謀して京兆府知府（知事）を殺害し、知府へと成り上がった。
玉音同の情報を聞き、モンゴル側への優位性を得るために情報元のアルンゲを嵌めてユルールから玉音同の一部を盗ませ、追ってきたユルールを捕らえる。用済みとなったアルンゲをユルールに処刑させようとするが、ユルールは予想に反してアルンゲの枷を解き、怒っていたアルンゲは楊を何度も殴打する。
知府殺害の見返りとして、ナランの障害であったヴェロニカを抹殺しようとしたが失敗し、アルンゲに殴られて倒れている間に駆けつけたヴェロニカにより、以前彼女に贈った十字架のペンダントを耳に突き刺され死亡した。
クィハン（屈漢）
かつてシュトヘルとともに霊州守備隊であった西夏の兵士。シュトヘルを「ウィソ（雀子）」と呼ぶ。霊州陥落の際シュトヘルと興慶で合流することを約束し、負傷兵とともに脱出を図るが、直後にハラバルの策略により城壁で射殺される。
かつての戦友として、ヒンランキ（賀蘭金）やキムバ（乞牟巴）とともにシュトヘルの回想でも複数回登場している。
烏木（うぼく）
金国から南宋を往来する人送り屋の頭。モンゴル金国間で勃発した戦争から逃れる人々を、行商と称して南宋への逃亡を手助けすることを生業としている。物乞いや孤児を集めて隊商を構成しており、それ故に同じく人送り屋で働く杏や俊に慕われている。
京兆府から戦闘地帯の居庸関へ向かおうとするシュトヘルらを一度は制止するが、事情を知るや否や人送り屋の廃業を宣言し、必ず居庸関へ送り届けることを約束するなど情に厚い人物。
道中、シュトヘルを狙って追ってきた手負いのモンゴル軍の兵士ゼスを助けるが、ゼスがシュトヘルを狙って突き出した毒の鏃が左手をかすったことにより、毒が全身に回る前にシュトヘルによって左手首を切断された。
ガジ（戛（2文字目は「口偏に移」））
西夏人。兵士だったが、首都陥落後はモンゴルの戦争奴隷として引き回されていた。シュトヘルやユルールの起こした騒ぎに乗じて脱走。仲間内では一番の若手だったがリーダーを務める。金国内で逃亡中にシュトヘル（中身はスドー）と合流。字を習いながら共に玉音同を写した木版を制作する。トルイの軍に南宋国の四川省・都江堰に追いつめられるも仲間と共に脱出。モンゴル領となった故郷である西夏の都市・黒水城（カラ・ホト）にて西夏文字を伝えながら一生を送る。

## 書誌情報
巻末にはおまけ作品として、各巻内で死亡したキャラがあの世の居酒屋に集まり、店員または客として明け透けな会話を繰り広げる短編漫画が掲載されている。
- 伊藤悠 『シュトヘル』 小学館〈ビッグスピリッツコミックススペシャル〉、全14巻
  1. 2009年3月30日発売、ISBN 978-4-09-182529-2
  2. 2009年10月30日発売、ISBN 978-4-09-182799-9
  3. 2010年7月30日発売、ISBN 978-4-09-183420-1
  4. 2011年4月28日発売、ISBN 978-4-09-183866-7
  5. 2011年10月28日発売、ISBN 978-4-09-184212-1
  6. 2012年5月30日発売、ISBN 978-4-09-184550-4
  7. 2012年12月27日発売、ISBN 978-4-09-184830-7
  8. 2013年7月30日発売、ISBN 978-4-09-185447-6
  9. 2014年2月28日発売、ISBN 978-4-09-186119-1
  10. 2014年9月30日発売、ISBN 978-4-09-186499-4
  11. 2015年6月12日発売、ISBN 978-4-09-187105-3
  12. 2016年1月12日発売、ISBN 978-4-09-187415-3
  13. 2016年9月12日発売、ISBN 978-4-09-187830-4
  14. 2017年5月12日発売、ISBN 978-4-09-189574-5